# Nendaz

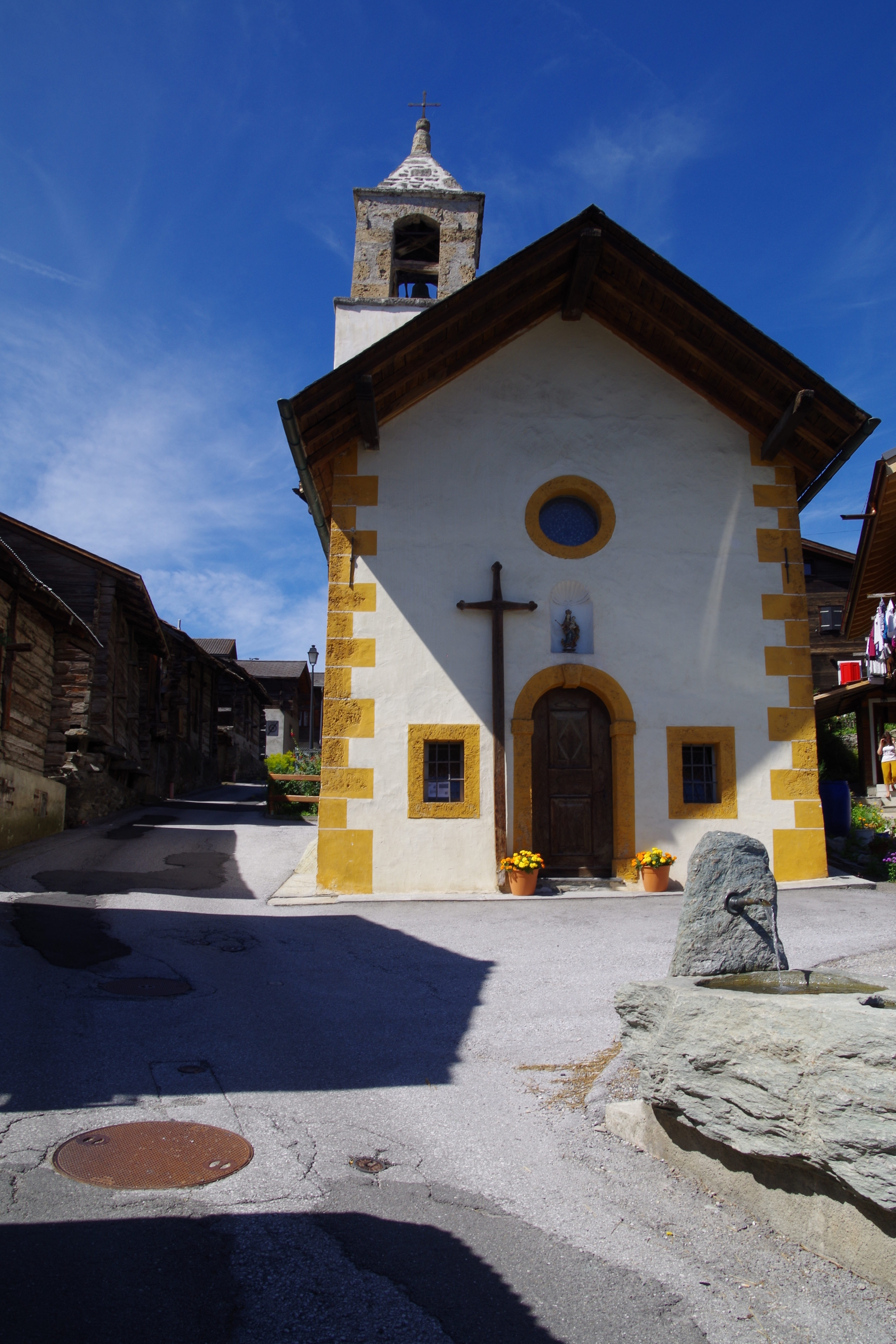
Kapelle Saint-Michel in Haute-Nendaz (2014)

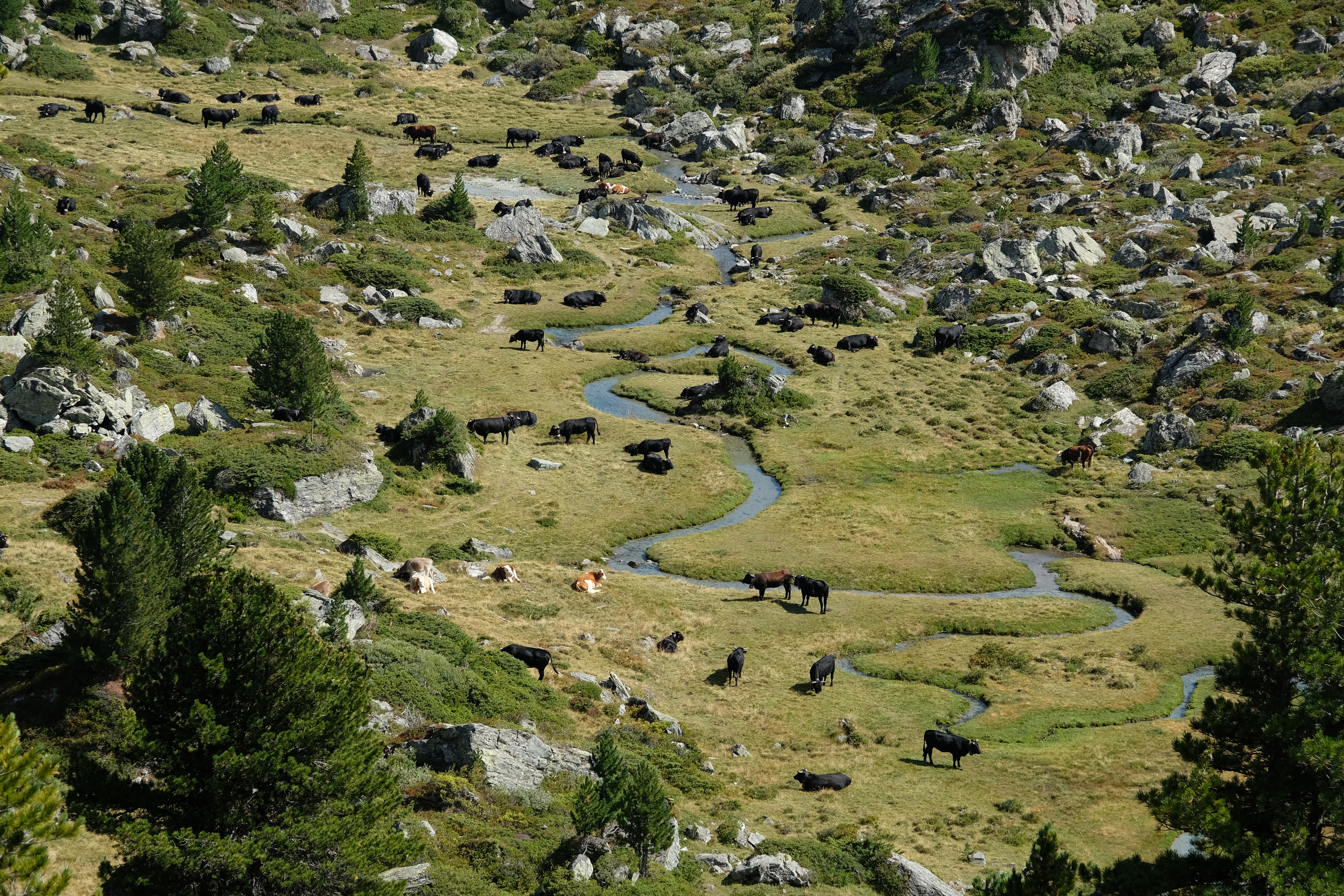
Japanischer Garten

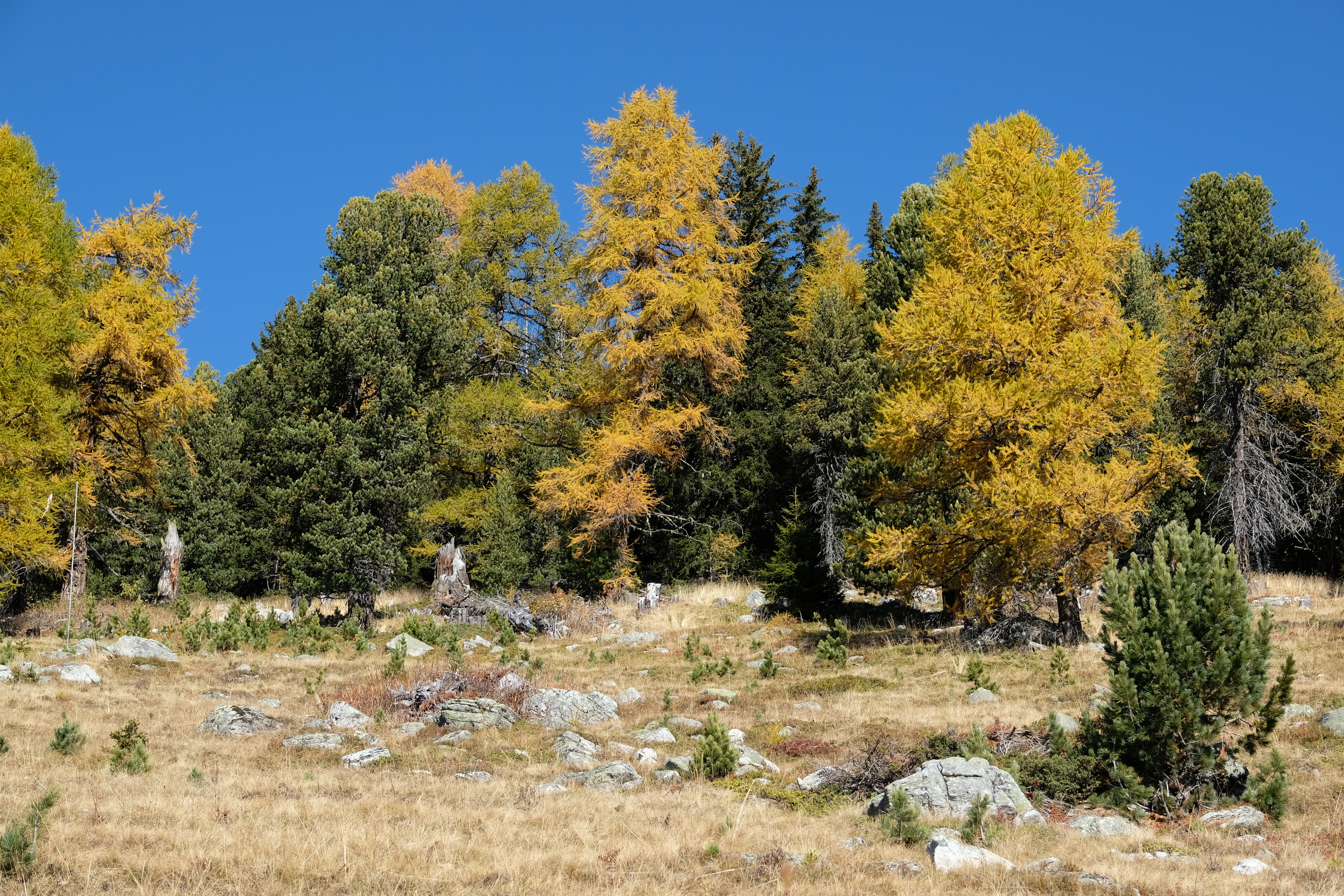
Wanderung auf der Alp Balavaux

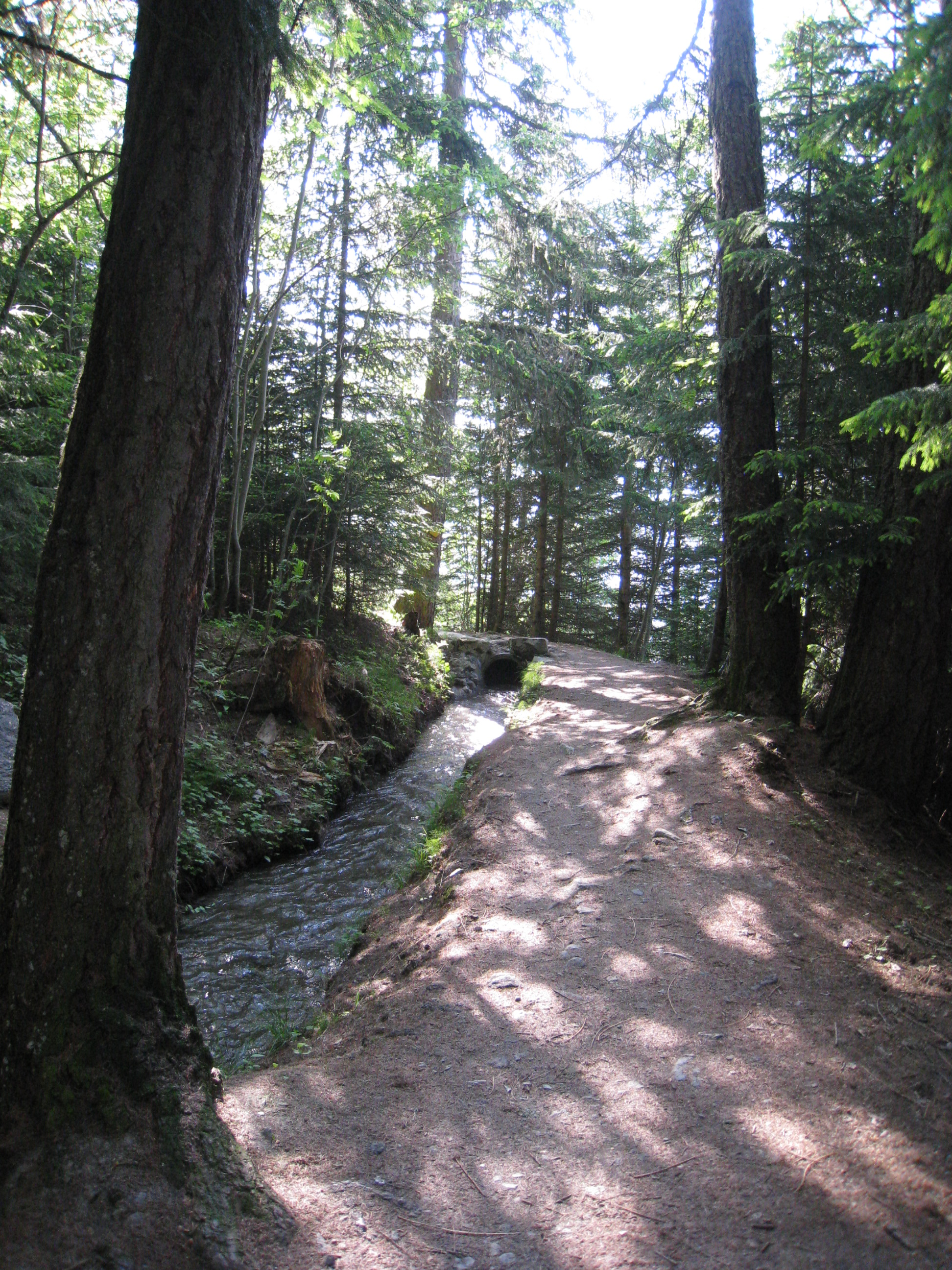
Wanderweg an der Bisse Vieux

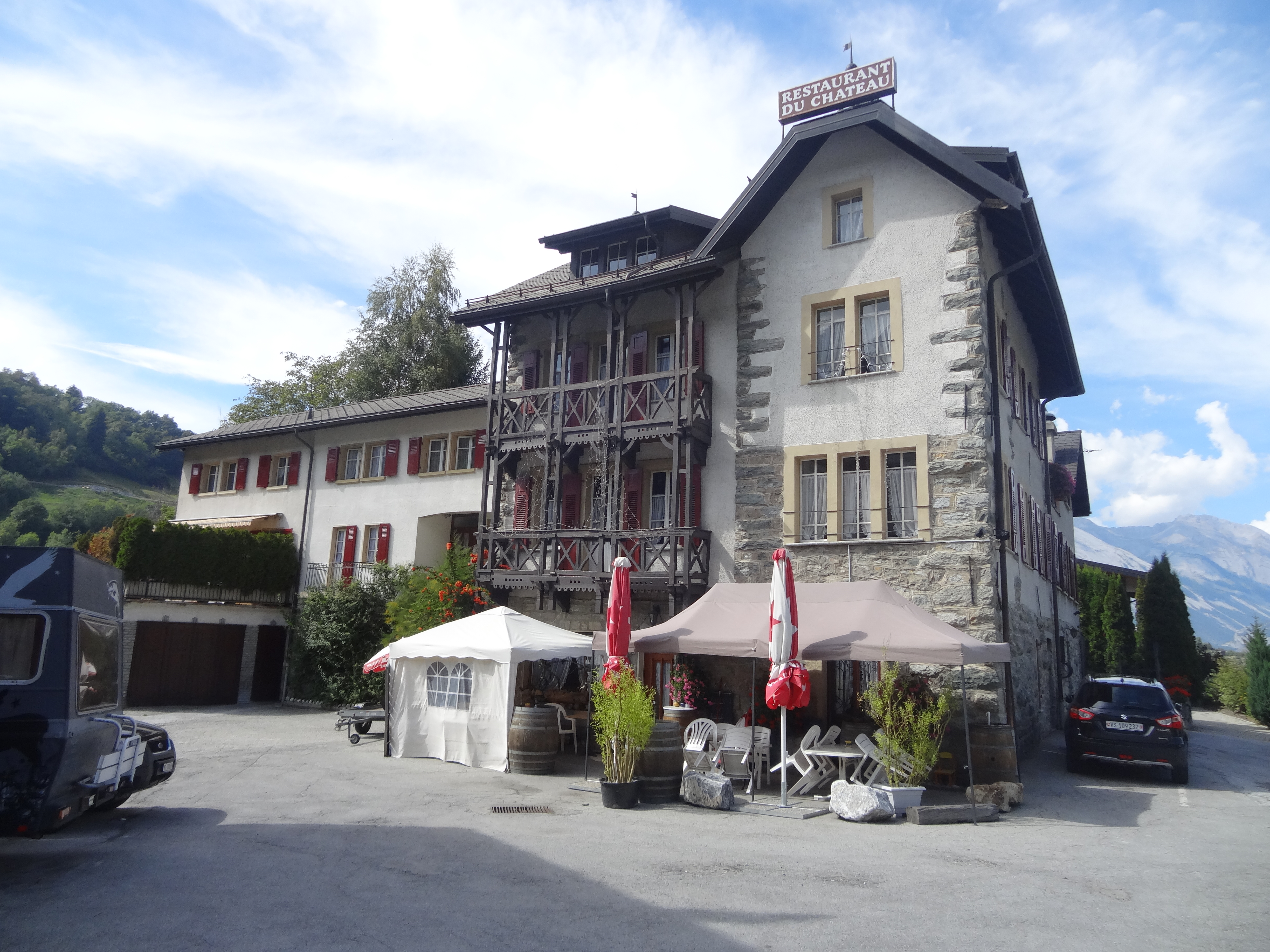
Brignon, Restaurant du Château

Luftbild (1968)

Nendaz (Walliser Patois Nîndeⓘ, dt. Neind oder Neindt) ist eine politische Gemeinde und eine Burgergemeinde im schweizerischen Kanton Wallis (frz.: Valais) im Bezirk Conthey.

## Geographie
Zur Gemeinde Nendaz gehören 15 Ortschaften, die auf verschiedenen Höhenstufen zwischen der Rhône-Ebene (460 m ü. M.) wie z. B. Aproz und der höchstgelegenen Ortschaft Siviez auf 1730 m ü. M. Die wichtigste Ortschaft ist Haute-Nendaz (dt. Ober-Neind). Der höchste Punkt im Gemeindegebiet ist der Gipfel des Rosablanche auf 3336 m ü. M. Der Ortsteil Aproz liegt im Gegensatz zu Haute-Nendaz am Fuss des steilen Berghanges im Rhônetal. Eine Strasse von Basse-Nendaz (dt. Unter-Neind) führt über den Ortsteil Fey auf einer Serpentinenstrasse nach Aproz, wo auch die von Siviez kommende Printse der Rhône zufliesst.
Südlich des Siedlungsschwerpunktes Haute-Nendaz/Nendaz Station erhebt sich der Gipfel des Dent de Nendaz (2463 m ü. M.). An seinem Nordhang gibt es eine Materialseilbahn zum Wasserschloss Tracouet (2250 m ü. M.), das eine Zwischenstation der Druckleitung (mit Weltrekord-Gefälle von 1883 m) vom Lac des Dix zum Kraftwerk Bieudron (481 m ü. M.) ist.
Vom Ortsteil Nendaz Station, der unmittelbar mit Haute-Nendaz verbunden ist, verläuft eine Umlaufbahn mit 12-Personen-Gondeln auf den steilen Bergsporn Tracouet (2200 m ü. M.). Hier führt ein Sessellift weiter südlich bis zur Alp Prarion (1839 m ü. M.) hinauf. Zwischen Tracouet und dem Dent de Nendaz befindet sich der Bergsee Lac Noir (2171 m ü. M.), der vermutlich von einem unterirdischen Gletscher am Nordhang des Dent de Nendaz gespeist wird.
Weiter südlich, etwa 700 m vom Lac Noir, liegt die Alpwirtschaft Balavaux auf der gleichnamigen Alp, in deren Umgebung sich noch vereinzelte Lärchen mit einem Alter von bis zu etwa eintausend Jahren finden. Es sollen hier etwa 250 Bäume unterschiedlichen Alters zu finden sein.

## Gemeindegliederung
Die Gemeinde besteht aus den folgenden Ortschaften und Weilern:
- Aproz
- Baar
- Basse-Nendaz
- Beuson
- Bieudron
- Brignon
- Clèbes
- Cor
- Fey
- Haute-Nendaz
- Les Bioleys
- Les Condémines
- Nendaz Station
- Saclentse
- Siviez
- Sornard
- Verrey

## Geschichte
Die älteste Erwähnung der Dörfer Basse-Nendaz und Haute-Nendaz erfolgt in einem auf den 19. März 985 datierten Dokument. Zu dieser Zeit gehörten sie zu Conthey. Ab etwa 1250 bildete sich eine eigene Gemeinde heraus. Die heutigen Grenzen stammen grösstenteils aus dieser Epoche. 1798 schloss sich die Gemeinde dem Kanton Wallis an.
1917 wurde in Nendaz der sozialistische Arbeiterverein Union ouvrière de Nendaz gegründet.

## Bevölkerung
| Bevölkerungsentwicklung | Bevölkerungsentwicklung | Bevölkerungsentwicklung | Bevölkerungsentwicklung | Bevölkerungsentwicklung | Bevölkerungsentwicklung | Bevölkerungsentwicklung | Bevölkerungsentwicklung | Bevölkerungsentwicklung | Bevölkerungsentwicklung | Bevölkerungsentwicklung | Bevölkerungsentwicklung | Bevölkerungsentwicklung | Bevölkerungsentwicklung |
| ----------------------- | ----------------------- | ----------------------- | ----------------------- | ----------------------- | ----------------------- | ----------------------- | ----------------------- | ----------------------- | ----------------------- | ----------------------- | ----------------------- | ----------------------- | ----------------------- |
| Jahr                    | 1850                    | 1900                    | 1950                    | 2000                    | 2010                    | 2012                    | 2014                    | 2015                    | 2016                    | 2017                    | 2018                    | 2019                    | 2020                    |
| Einwohner               | 1599                    | 2289                    | 3722                    | 5350                    | 5993                    | 6005                    | 6221                    | 6302                    | 6476                    | 6595                    | 6623                    | 6737                    | 6805                    |

## Sehenswürdigkeiten
- Japanischer Garten, ein natürlicher Landschaftsraum mit Geröllfeld im Tal von Tortin.[9]
- Alp Balavaux, mit etwa 250 Lärchen.
- Alp Pra da Dzeu, ein Wiesengelände mit Bergpanorama und der Bisse de Saxon.[10]
- Bisse Vieux, parallel mit Wanderweg auf etwa 1500 m ü. M.[11]
- Glacier de Tortin, ein Gletscherrest am Col des Gentianes[12]
- Haute-Nendaz, historischer Ortskern
- Isérables, ein kleiner Ort in bizarrer Hanglage westlich angrenzend an das Gemeindegebiet von Nendaz.[13][14]
- Stausee von Cleuson im Tal der Printze.[15]
- Mont Fort, ein mit einer Gondelbahn erreichbarer Berggipfel auf 3329 m ü. M. in den Walliser Alpen, der partiell auf dem Gemeindegebiet liegt.
- Tracouet, Aussichtspunkt und die obere Station einer Gondelbahn sowie ein Skilift.[16]

## Wirtschaft

### Tourismus
Heute bilden Haute-Nendaz und Siviez ein grosses Feriengebiet mit rund 19'500 Betten. Damit liegt die Gemeinde Nendaz an 6. Stelle im Wallis. Das Skigebiet 4 Vallées, zu dem die Anlagen und Pisten in Nendaz gehören, umfasst rund 400 km Alpinski-Pisten mit 83 Anlagen sowie rund 50 km Langlauf-Loipen. Im Sommer existiert ein markiertes Wanderwegnetz mit einer Länge von 250 km auf allen Höhenstufen der Gemeinde. Darunter befinden sich auch Wege entlang von acht Suonen (frz. Bisses), zwischen 800 m ü. M. und 2200 m ü. M. Die bedeutendste unter ihnen ist die Bisse de Saxon.
Der Tourismus begünstigte das regionale Immobiliengewerbe mit schwankenden Ertragsraten. Diese Bauaktivitäten haben zur Zersiedelung in der touristisch geprägten Gemeinde Nendaz und an anderen Orten geführt. Es wird demzufolge mit negativen Auswirkungen auf die Landwirtschaft, die Landschaft und die Natur gerechnet.

### Produzierende Bereiche
Auf dem Gebiet der Gemeinde Nendaz wird Mineralwasser gefördert, das in Aproz abgefüllt wird. Je nach Quelle wird es unter dem Namen Aproz oder Nendaz vertrieben. Die Mineralwassergesellschaft Aproz Sources Minérales gehört seit 1958 zur Migros.
In den talnahen Lagen des Gemeindegebietes wird saisonal Obstbau betrieben. Den Schwerpunkt bilden hangseitige Aprikosenplantagen. Ferner werden Himbeeren angebaut.
Aus der Energiewirtschaft beteiligen sich die Kraftwerke Nendaz und Bieudron (beide auf dem Gemeindegebiet von Riddes) an der Stromproduktion. Der Stausee von Cleuson (Barrage de Cleuson) ist Teil der wasserwirtschaftlichen Gesamtanlagen auf dem Gemeindegebiet von Nendaz.